# Вілліс Очиєнг
Вілліс Очиєнг Оганіо (англ. Willis Ochieng Oganyo, нар. 10 жовтня 1981) — кенійський футболіст, що грав на позиції воротаря, зокрема, за клуби «Муміас Шугер» та «Сімба», а також національну збірну Кенії.

## Клубна кар'єра
У футболі дебютував 2001 року виступами за команду «Муміас Шугер», в якій провів два сезони. 
Своєю грою за цю команду привернув увагу представників тренерського штабу південноафриканського клубу «Фрі Стейт Старз», до складу якого приєднався 2003 року. Відіграв за команду з ПАР наступні два сезони своєї ігрової кар'єри.
2005 року уклав контракт зі шведським клубом «Шеллефтео»», у складі якого провів наступні два роки своєї кар'єри гравця. 
З 2007 року три сезони захищав кольори фінського клубу «Марієгамн», який покинув через корупційний скандал. Його звинувачували в отриманні хабаря в 50 тисяч євро від засудженого сінгапурця Вілсона Раджа Перумана за навмисно пропущені голи. 
З 2010 року два сезони захищав ворота танзанійської команди «Сімба». 
Завершив професійну ігрову кар'єру на батьківщині у клубі «Вестерн Стіма», за команду якого виступав протягом 2013 року, будучи одночасно тренером воротарів.

## Виступи за збірну
2004 року дебютував в офіційних матчах у складі національної збірної Кенії. Протягом кар'єри у національній команді провів у її формі 5 матчів.
У складі збірної був учасником Кубка африканських націй 2004 року у Тунісі.